# Mandžurija
Mandžurija je regija v severovzhodni Aziji. Mandžurija obsega celotno današnjo severovzhodno Kitajsko in zgodovinsko gledano dele sodobnega ruskega Daljnega vzhoda, ki se pogosto imenuje tudi Zunanja Mandžurija. Določanje obsega Mandžurije se lahko nanaša na različne geografske obsege, kot sledi: kitajske province Heilongdžjang, Džilin in Liaoning, vendar na splošno vključuje tudi vzhodne notranje mongolskih prefektur Hulunbuir, Hinggan, Tongliao in Čifeng, skupaj znanih kot severovzhodna Kitajska; zgoraj omenjene regije in domovine starodavnih Džurčenov in njihovih potomcev Mandžurov, ki jih je dinastija Čing pod vodstvom Mandžurca med aneksijo Amurja 1858–1860 prepustila Ruskemu imperiju, ki vključuje današnji Primorski okraj, Judovsko avtonomno pokrajino, južni del Habarovskega okraja, vzhodnega roba Zabajkalskega okraja in Amurske oblasti, ki so skupaj znani kot Zunanja Mandžurija ali Ruska Mandžurija.
Ime Mandžurija je eksonim (izpeljan iz endonima Manču) japonskega izvora. Zgodovina 'Mandžurije' (Mandžov) kot toponima na Kitajskem je sporna, saj nekateri učenjaki verjamejo, da ga v zgodovini niso nikoli uporabljali, medtem ko drugi menijo, da je bil v uporabi do konca 19. stoletja. Območje se je v zgodovini omenjalo z različnimi imeni v dinastiji Čing, kot je Guandong (vzhodno od prelaza) ali Tri province, ki se nanašajo na Fengtian, Heilongjiang in Džilin. Preden se je razširil v Evropo, so Mandžurijo kot geografski izraz v 18. ali 19. stoletju prvič uporabili Japonci. Izraz je spodbujal Japonski imperij v podporo obstoju svoje marionetne države Mandžukuo. Čeprav se toponim še vedno uporablja, nekateri učenjaki izraz obravnavajo previdno ali pa se ga v celoti izogibajo zaradi njegove povezave z japonskim kolonializmom. Tako je izraz na Kitajskem opuščen zaradi povezave z japonskim imperializmom ter zaradi etničnih konotacij. Posledično se območja, ki so nekoč veljala za del Mandžurije, preprosto imenujejo severovzhod. Tri province in severovzhod so bili tudi v sočasni uporabi med Japonci skupaj z Mandžurijo do Mukdenskega incidenta leta 1931. 